# Jászágó, Jász-Nagykun-Szolnok
Jászágó  este un sat în districtul Jászberény, județul Jász-Nagykun-Szolnok, Ungaria, având o populație de 721 de locuitori (2011). 

## Demografie
Componența etnică a satului Jászágó
     Maghiari (99,48%)
     Germani (0,52%)
Componența confesională a satului Jászágó
     Romano-catolici (61,44%)
     Fără religie (4,72%)
     Reformați (2,91%)
     Atei (1,39%)
     Necunoscută (29,54%)
Conform recensământului din 2011, satul Jászágó avea 721 de locuitori. Din punct de vedere etnic, majoritatea locuitorilor (99,48%) erau maghiari.  Din punct de vedere confesional, majoritatea locuitorilor (61,44%) erau romano-catolici, existând și minorități de persoane fără religie (4,72%), reformați (2,91%) și atei (1,39%). Pentru 29,54% din locuitori nu este cunoscută apartenența confesională.